# ضرب اویلر
ضرب اویلر (Euler product) راهی برای نشان‌دادن اینکه تمام اعداد از عددهای اول ساخته شده‌اند.
این روش، یک روش برای نوشتن بعضی از دنباله‌های عددی یا تابع‌ها (مثل تابع زتای ریمان) به‌صورت حاصل‌ضرب روی عددهای اول است.
اویلر کشف کرد که می‌شود مجموعی از اعداد را (مثل ۱ + ۱/۲ + ۱/۳ + ۱/۴ + ...) به شکلی جالب با ضرب‌هایی از عددهای اول نشان داد.
اویلر نشان داد که اگر یک سری از اعداد را که با اعداد اول ساخته شده‌اند، به‌صورت درست ضرب کنیم، می‌توان همان سری‌ای را به‌دست آورد که از جمع همهٔ اعداد به دست می‌آید.
ضرب اویلر نشان می‌دهد که  عددهای اول مثل ستون فقرات همهٔ اعداد طبیعی هستند، چون حتی مجموعی که همهٔ اعداد را شامل می‌شود را می‌شود فقط با عددهای اول بازسازی کرد. این ایده پایهٔ خیلی از مفاهیم پیشرفته در نظریهٔ اعداد است، از جمله درک توزیع عددهای اول، و یکی از ابزارهای کلیدی در اثبات‌ها و حدس‌های مهم ریاضی مثل فرضیه ریمان.

## تعریف
در نظریه اعداد، ضرب اویلر (به انگلیسی: Euler Product)، بسطی از سری دیریکله به یک ضرب نامتناهی است که توسط اعداد اول اندیس گذاری شده‌اند. اصل چنین ضرب‌هایی توسط لئونارد اویلر در اثبات نمایشی از زتای ددکیند توسط این نوع ضرب‌ها ارائه گشت. این سری و ادامه تحلیلی آن به کل صفحه مختلط بعدها به تابع زتای ریمان معروف شد.
در کل، اگر {\displaystyle a} یک تابع ضربی کراندار باشد، سری دیریکله آن به صورت زیر است:
{\displaystyle \sum _{n}a(n)n^{-s}\,}
که سری فوق با ضرب زیر نیز برابر است:
{\displaystyle \prod _{p}P(p,s)\,} برای Re(s)>1
که ضرب روی اعداد اول {\displaystyle p} گرفته شده و {\displaystyle P(p,s)} جمع زیر است:
{\displaystyle 1+a(p)p^{-s}+a(p^{2})p^{-2s}+\cdots .}
در حقیقت، اگر ما این فرمول‌ها را به عنوان توابع مولد صوری در نظر بگیریم، وجود بسط ضرب اویلر صوری شرط لازم و کافی برای ضربی بودن {\displaystyle a(n)} خواهد بود: این مطلب بیان می‌دارد که دقیقاً هنگامی که {\displaystyle n} به صورت ضرب توان‌های {\displaystyle p^{k}} از اعداد اول متمایز {\displaystyle p} باشد، {\displaystyle a(n)} به صورت ضرب {\displaystyle a(p^{k})}ها خواهد بود.
یک حالت خاص مهم زمانی است که {\displaystyle a(n)} کاملاً ضربی بوده، چنان‌که {\displaystyle P(p,s)} سری هندسی باشد. سپس خواهیم داشت:
{\displaystyle P(p,s)={\frac {1}{1-a(p)p^{-s}}},}
همچون تابع زتای ریمان که در آن {\displaystyle a(n)=1} است و برای حالت کلی تر کاراکترهای دیریکله نیز برقرار است.